# Gary Voce
Gary Anthony Voce (Bridgeport, 24 novembre 1965) è un ex cestista giamaicano, professionista nella NBA e in Sudamerica.